# Juan Carlos Fernández Argenta
Juan Carlos Fernández Argenta (Villafranca de la Sierra, Ávila, España, 24 de septiembre de 1962) es un exfutbolista español que se desempeñaba como centrocampista.

## Clubes
| Club               | País   | Año       |
| ------------------ | ------ | --------- |
| Atlético Madrileño | España | 1985-1986 |
| Rayo Vallecano     | España | 1988-1993 |
| Elche C. F.        | España | 1993-1994 |
| Getafe C. F.       | España | 1994-1995 |